# Авеличев Іван Тихонович
Іва́н Ти́хонович Аве́личев (нар. 7 (20) грудня 1911, смт. Слобідка Кодимського району — пом. 19 квітня 1945, Джевіце, Польща) — гвардії старший лейтенант, командир батареї 199-го гвардійського артилерійського полку 94-ї гвардійської стрілецької дивізії, Герой Радянського Союзу (1945).

## Біографія
Народився Іван Тихонович Авеличев 20 грудня 1911 року в селі Слобідка Кодимського району Одеської області. Росіянин.
Після закінчення семирічки працював в Одеському порту учнем кранівника. В Червоній Армії з 1933 року, служив на Чорноморському флоті в м. Севастополі, а в 1934 р. був переведений на Далекій Схід. Як найкращий спеціаліст в торпедній справі був направлений для роботи в Тихоокеанське воєнно-морське училище.
Учасник німецько-радянської війни з 1942 р. Воював на Сталінградському, Степовому та 2-му Білоруському фронтах.
Загинув 19 квітня 1945 року в бою за німецьке містечко Нойдорф. Похований у с. Джевіце Зеленогурського повіту Любуського воєводства Польщі.

## Нагороди
За зразкове виконання бойових завдань і виявлені при цьому мужність та відвагу Указом Президії Верховної Ради СРСР від 27 лютого 1945 р. командиру батареї 199-го гвардійського артилерійського полку 94-ї гвардійської стрілецької дивізії гвардії лейтенанту Авеличеву І. Т. надано звання Героя Радянського Союзу.
Також нагороджений: орденом Леніна, двома орденами Червоної Зірки, орденом Вітчизняної війни II ступеня, медалями.